# Се-Нова
Се-Нова (порт. Sé Nova; МФА: [ˈsɛ ˈno.vɐ]) — парафія в Португалії, у муніципалітеті Коїмбра. Розташована в західній частині країни, на теренах історичної португальської провінції Бейра. Входить до складу округу Коїмбра. За адміністративним поділом, чинним до 1976 року, терени парафії були складовою провінції Берегова Бейра. Належить до Коїмбрської діоцезії Католицької церкви. Патрон — Ім'я Ісуса. Площа — 1,5983 км². Населення — 6741 ос. (2011). Сильно урбанізований регіон. Густота населення — 4217,61 осіб/км²
. Код — 060325.

## Назва
- Коїмбра (Се-Нова) (порт. Coimbra (Sé Nova)) — офіційна назва.

## Населення
| Кількість мешканців | Кількість мешканців | Кількість мешканців | Кількість мешканців | Кількість мешканців | Кількість мешканців | Кількість мешканців | Кількість мешканців | Кількість мешканців | Кількість мешканців | Кількість мешканців | Кількість мешканців | Кількість мешканців | Кількість мешканців | Кількість мешканців |
| ------------------- | ------------------- | ------------------- | ------------------- | ------------------- | ------------------- | ------------------- | ------------------- | ------------------- | ------------------- | ------------------- | ------------------- | ------------------- | ------------------- | ------------------- |
| 1864                | 1878                | 1890                | 1900                | 1911                | 1920                | 1930                | 1940                | 1950                | 1960                | 1970                | 1981                | 1991                | 2001                | 2011                |
| 2 821               | 2 787               | 4 264               | 4 841               | 7 188               | 7 013               | 10 973              | 10 798              | 12 585              | 10 156              | 9 085               | 10 854              | 8 609               | 8 295               | 6 741               |